# 狭萝卜螺
狭萝卜螺（学名：Radix lagotis）为椎实螺科萝卜螺属的动物，俗名椎实螺，是中国的特有物种。

## 分佈
分布于黑龙江、河北、陕西、新疆、吉林、内蒙古、浙江、湖南、西藏等地，常生活于水位不固定的小溪、沟渠、池塘以及沼泽。

## 外部連結
- 維基物種上的相關：狭萝卜螺